# Палоуш, Мартин
Мартин Палоуш (чеш. Martin Palouš; 14 октября 1950, Прага, ЧССР) — чешский политик, государственный деятель, дипломат, философ , педагог, доктор философии (2010), переводчик, библиотекарь
.

## Биография
С 1968 года изучал химию, философию и социальные науки в Карловом университете.  В 2010 году защитил докторскую диссертацию  по международному праву в Университете Масарика в Брно.
Политический диссидент, один из подписантов Хартии-77. В 1989 году был в числе организаторов Гражданского форума Чехословакии.
Член Федерального собрания Чехословакии (1990). 
В 1990—1992 году — заместитель министра иностранных дел ЧССР, в 1998—2001 годах — заместитель министра иностранных дел Чешской Республики. 
С 1993 по 1994 год читал лекции в Северо-Западном университете США.
В 2001—2005 годах был послом Чехии в США. В 2006—2011 годах — постоянный представитель Чешской Республики при ООН.
Работал в Институте изучения тоталитарных режимов.
Директор библиотеки имени Вацлава Гавела в 2011—2012 годах. Ныне читает курс международных отношений в Международном университете Флориды.
Женат, имеет двоих детей.